# 大普雷里鎮區 (密歇根州)
大普雷里鎮區（英語：Big Prairie Township）是位於美國密歇根州紐威哥縣的一個行政鎮區。

## 地方資料
大普雷里鎮區的面積為93.80平方千米，當中陸地面積為81.60平方千米，而水域面積為12.20平方千米。根據2020年美國人口普查的數據，當地共有人口2436人，而人口密度為每平方千米25.97人。